# Agglutinierende Sprache
In agglutinierenden Sprachen (lat. agglutinare „ankleben“) wird die grammatische Funktion, beispielsweise Person, Zeit, Kasus, durch das Anfügen von Affixen kenntlich gemacht (Agglutination). Der agglutinierende Sprachbau ist in der Sprachtypologie Wilhelm von Humboldts und August Wilhelm Schlegels eine Unterart des synthetischen Sprachbaus.
Den agglutinierenden Sprachen stehen die fusionalen Sprachen gegenüber, die verschiedene grammatische Kategorien durch Affixe fusionieren. Der Unterschied zwischen agglutinierenden und fusionalen Sprachen ist nicht scharf. Rein agglutinierende oder rein fusionale Sprachen sind selten.

## Beispiele für Agglutination
Die finnische Wortform taloissani ‚in meinen Häusern‘ kann folgendermaßen zerlegt werden:
- talo ‚Haus‘ + i (Plural) + ssa (Inessiv, ‚in‘) + ni (zeigt Besitz durch eine 1. Person Singular an: ‚mein‘). 
 Der Plural wird aber nicht immer mit dem Affix -i- gebildet: talo → talot ‚die Häuser‘.

Die ungarische Grammatik folgt dem gleichen Prinzip:
- ház ‚Haus‘ → házam ‚mein Haus‘ → házaim ‚meine Häuser‘ → házaimban ‚in meinen Häusern‘. 
 Auch hier wird der Plural nicht immer mit dem Affix -i- gebildet: ház → házak ‚Häuser‘ → házakban ‚in Häusern‘.

Ebenso im Türkischen: 
- ev ‚Haus‘ → evler ‚Häuser‘ → evlerim ‚meine Häuser‘ → evlerimde ,in meinen Häusern‘
- Weitere Formen: evleri (je nach Kontext ‚Häuser‘, Akkusativ aber auch ‚seine/ihre ‘Häuser, Nominativ), evlerimi ‚meine Häuser‘ (Akkusativ)

## Arten von Affixen
Die meisten agglutinierenden Sprachen setzen Suffixe ein. 
Khasi (eine Mon-Khmer-Sprache) verwendet ausschließlich Präfixe und Präpositionen. Vergleiche: nga leit ‚ich gehe‘ – nga la leit ‚ich ging‘ – nga la lah leit ‚ich war gegangen‘.
Hattisch, Sumerisch, Burushaski und die Maya-Sprachen setzen Präfixe, Suffixe und sogar Infixe ein.

## Agglutinierende Sprachen
Typische Beispiele für agglutinierende Sprachen sind Baskisch, Altaisprachen wie Japanisch, Koreanisch, Türkisch und Tatarisch, Kaukasussprachen wie Georgisch, Tschetschenisch und Awarisch, dravidische Sprachen wie Telugu, Tamil, Kannada und Malayalam sowie die uralischen Sprachen (z. B. Finnisch, Estnisch und Ungarisch). Weiters sind die Inka-Sprache Quechua und das aztekische Nahuatl, Guaraní und Aymara, die Maya-Sprachen wie Quiché, Mayathan und Mam, Malaiisch, Khasi und Burushaski sowie die Bantusprachen, darunter Swahili und Zulu, agglutinierend. 
Auch Esperanto, Klingonisch, Quenya und eine Reihe anderer konstruierter Sprachen gehören in diese Kategorie. 
Beispiele aus der früheren Geschichte sind die meisten Sprachen des Nahen Ostens, wie Elamitisch, Hurritisch, Hattisch, Urartäisch, Guti, Lullubi, Kassitisch sowie Sumerisch.
Die agglutinierenden Sprachen können nur teilweise nach Sprachfamilien gruppiert werden, zum Beispiel sind Finnisch und Ungarisch miteinander verwandt (finno-ugrische Sprachen). 
Manchmal beruhen Elemente der Agglutination auf dem Kontakt mit benachbarten Sprachen. So wird die neupersische Sprache oft zu den agglutinierenden Sprachen gezählt und stellt damit eine Ausnahme innerhalb der iranischen Sprachen dar. Die Agglutination im Neupersischen geht wahrscheinlich auf die Beeinflussung durch andere Sprachen zurück.
Agglutinative Sprachen neigen zu einer hohen Zahl an Affixen/Morphemen pro Wort und zu großer Regularität. Beispielsweise kennt das Japanische nur drei irreguläre Verben (siehe unregelmäßige japanische Verben).